# Klinická lykantropie
Klinická lykantropie je psychické onemocnění, u kterého dochází k podstatné změně ve vnímání okolí a sebe sama. Člověk postižený touto nemocí sám sebe vnímá jako zvíře, nejčastěji ve formě vlka, ale může se identifikovat i s krávou, medvědem, kočkou, červem, roztočem, slepicí či jinými zvířaty. S tím souvisí i příznaky, kam lze řadit bezděčně vydávané zvuky, zmatenost, špatnou orientaci v prostoru, plazení aj.
Název této duševní poruchy pochází ze starořeckého λυκάνθρωπος (lukánthropos), z λύκος (lúkos, „vlk“) a ἄνθρωπος (ánthrōpos, „člověk“). Až v 19. století se termín lykantropie začal používat i ve fantastice a mytologii pro magickou proměnu člověka ve vlka (viz vlkodlak).